# Max Nettlau
Max Heinrich Hermann Reinhardt Nettlau, nemško-avstrijski anarhist, zgodovinar in biograf, * 30. april 1865, Neuwaldegg,  † 23. julij 1944, Amsterdam.
Od konca 19. stoletja in še skozi 2. svetovno vojno je bil udeležen v libertarnem oziroma anarhističnem gibanju in je vlagal ogromne napore, da bi dogajanje v njem in okoli njega ostalo dokumentirano za bodoče generacije. Čeprav je imel nemško (prusko) državljanstvo, je večino življenja preživel med Dunajem, kjer je odraščal, in Londonom, kjer je študiral filologijo in keltski valižanski jezik. Po vzponu nacistov in anschlussu se je preselil v Amsterdam, kjer je živel do svoje smrti 1944. Med študijem v Londonu je spoznal Errica Malatesto ter Kropotkina, s katerima je ohranil stik vse življenje. Pomagal je tudi pri ustanavljanju londonske anarhistične založbe Freedom Press, ki deluje še danes.

## Delo
Konec 19. stoletja je spisom in korespondenci mnogih socialističnih in anarhističnih militantov grozilo uničenje, kar ga je spodbudilo, da je dediščino, ki mu je ostala po očetovi smrti, vložil v zbiranje in arhiviranje tega gradiva. Poleg tega je naredil veliko intervjujev s protagonisti libertarnega in socialističnega gibanja ter napisal življenjepise vidnejših osebnosti, med njimi Bakunina, Éliséeja Reclusa in Errica Malateste. Pisal je tudi zgodovinske razprave, opise in preglede o tematiki.
Svojo zajetno zbirko tekstov (dokumenti, arhivi, pisma, knjige, revije) je leta 1935 prodal Mednarodnemu institutu za socialno zgodovino (IISH) v Amsterdamu. Od leta 1938 je tam tudi delal in pomagal pri katalogizaciji omenjenega gradiva.
Nacisti ga nikdar niso nadlegovali - bodisi niso vedeli, kje živi, bodisi se jim spričo svoje starosti ni zdel nevaren. Umrl je leta 1944 za rakom.

### Besedila v slovenščini
- Avtoritarni in libertarni socializem (1930). V Antologija anarhizma, 2. del. Krt, Ljubljana, 1986, str. 540-545 (COBISS)

### Besedila v hrvaščini
- Povijest anarhizma. Daf, Zagreb, 2000. (COBISS)

### Pomembnejša dela
- Michael Bakunin. Eine Biographie, 3 zvezki, London 1896-1900
- Errico Malatesta - Das Leben eines Anarchisten, Berlin 1922
- Anarchism in England, Berlin 1924
- Der Vorfrühling der Anarchie, Berlin, 1925
- Der Anarchismus von Proudhon zu Kropotkin; Seine historische Entwicklung bis zum 1880, Berlin 1927
- Élisée Reclus - Anarchist und Gelehrter, Berlin, 1928
- Anarchisten und Sozialrevolutionäre der Jahre 1880-1886, Berlin, 1931
- Esbozo de historia de las utopías, Buenos Aires, 1934